# Samuel Goudsmit
Samuel Abraham Goudsmit (11 de juliol de 1902, 4 de desembre de 1978) fou un físic holandès-estatunidenc famós per haver proposat el concepte d'espín de l'electró amb George Eugene Uhlenbeck el 1925.

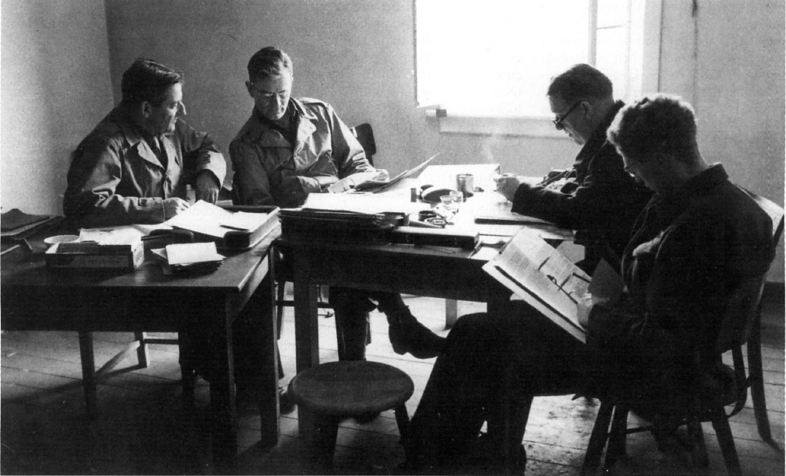
Membres de la Missió Alsos

Goudsmit va obtenir el seu doctorat en Física a la Universitat de Leiden sota la direcció de Paul Ehrenfest el 1927. Fou professor a la Universitat de Michigan entre 1927 i 1946. El 1930 va ser coautor del text l'Estructura dels espectres de línia amb Linus Pauling. Durant la Segona Guerra Mundial va treballar a l'Institut de Tecnologia de Massachusetts. Acabada la guerra, fou el cap científic de la Missió Alsos, part del Projecte Manhattan, sent el primer a contactar amb el grup de físics nuclears alemanys al voltant de Werner Heisenberg i Otto Hahn a Hechingen (a Baden-Württemberg, llavors zona sota control de l'estat francès) per avaluar el projecte de bomba atòmica nazi. De 1948 al 1970 fou professor a Universitat Northwestern i científic sènior al Laboratori Nacional Brookhaven, sent cap del Departament de Física del 1952 al 1960. Fou editor-en-cap de la coneguda revista de física Physical Review de la Societat Americana de Física. El 1974, Goudsmit es va traslladar a la Universitat de Nevada a Reno, on va romandre fins a la seva mort quatre anys més tard.